# 小山田サユリ
小山田 サユリ（おやまだ さゆり、1975年5月1日 - ）は、日本の女優。新潟県西蒲原郡巻町（現・新潟市西蒲区）出身。office doux（オフィス ドゥー）所属。

## 来歴
- 都内の短期大学在学中にスカウトを受けてモデル・女優事務所に入る[1]。
- 1999年、映画『白痴』に出演。翌年、『ボディドロップアスファルト』にて初主演。以後、映画を中心に、テレビドラマ、CMなどに出演。
- 2007年7月2日、当時所属していたスティングカンパニーからユマニテに移籍。
- 2009年2月1日、ユマニテから移籍し、office doux（オフィス ドゥー）を設立。グランドスラムと業務提携。
- 2010年10月から2011年7月まで、文化庁新進芸術家海外派遣制度の研修員としてニューヨークに滞在。
- 2012年より現在まで、ニューヨークに在住。
- 2015年5月1日、ブログ上で婚約を発表。
- 2016年4月、ブログで入籍を報告[2]。

## 出演

### 映画
- 白痴（1999年制作・2000年11月公開）
- 東京ゴミ女（2000年制作・2000年10月公開） - 星野サヤカ 役
- 溺れる魚（2000年制作・2001年2月公開） - 有川奈美 役
- [ボディドロップアスファルト（2000年制作・2001年8月公開） - 主演・真中エリ 役[3]
- 明るい部屋（2001年制作・2002年2月公開） - ヒロイン・涼子 役
- アカルイミライ（2002年制作・2003年1月公開） - 仁村美穂 役
- 船を降りたら彼女の島（2002年制作・2003年2月公開） - 美香 役
- オー・ド・ヴィ（2002年制作・2003年2月公開） - ヒロイン・火露見 役
- Seventh Anniversary（2003年制作・2003年11月公開） - 主演・ルル 役
- ハリコマレ!（2004年制作・2004年10月公開、※ショートフィルム） - 下岡花子 役
- トニー滝谷（2004年制作・2005年1月公開） - 女子学生 役
- ふるり（2005年制作・2009年12月台湾劇場公開） - 主演・千奈津 役　お蔵出し映画祭2011にて日本初上映
- 樹の海 episode3（2004年制作・2005年6月公開） - 横山真佐子 役
- さよならみどりちゃん（2004年制作・2005年8月公開） - ミドリ 役
- 心中エレジー（2005年制作・2005年7月公開） - 主演・溝口京子 役
- 好きだ、（2005年制作・2006年2月公開） - ユウの姉 役
- ミラクルバナナ（2005年制作・2006年9月公開） - 主演・三島幸子 役
- 恋する日曜日（2006年制作・2006年7月公開） - 町田都 役
- WAITER（2006年制作・2006年10月公開、※ショートフィルムオムニバス「ハヴァ、ナイスデー」中の一篇）
- 東京の嘘（2006年制作・2007年3月公開） - 瀬尾ミナミ 役
- 眉山-びざん-（2007年制作・2007年5月公開） - 浮田麻衣 役
- 伝染歌（2007年制作・2007年8月公開） - 福山貴子（ヒメ） 役
- わたし出すわ（2009年制作・2009年10月公開） - 道上かえで 役
- 昆虫探偵ヨシダヨシミ（2009年制作・2010年4月公開） - 小名浜マリ 役
- 遠くの空（2010年制作・2010年9月公開） - 保奈美 役
- 怪談新耳袋・異（2012年制作・2012年8月公開）
- 鍵泥棒のメソッド（2012年公開） - 水嶋翔子 役
- カルト（2013年） - 金田朋絵 役
- 空人（2015年） - 橋本弘実 役
- 女が眠る時（2016年） - 清水綾 役
- レディ in ホワイト（2018年11月23日公開） - 桜田由紀 役

### テレビドラマ
- ふたり（2001年、BSジャパン）
- 駆落ち（2002年8月18日、NHK BS-hi、第4回アジアフィルムフェスティバル出品作品） - 長門君子 役
- ロッカーのハナコさん（2002年8月 - 10月、NHK） - 角田美佐登 役
- UHB開局30周年記念ドラマ ノースポイント 第2作 フレンズ[4]、（2003年2月2日、北海道文化放送） - 主演・久保山満ちる 役
- 恋する日曜日（2003年 - 2007年 、BS-i）
  - ファーストシリーズ
    - 第9話 空に近い週末（2003年6月1日） - 主演・金沢京子 役

  - セカンドシリーズ
    - 第6話 誰より好きなのに（2005年5月8日） - 主演・沢口良子 役
    - 第17-19話 恋の唄（2005年7月24日 - 8月7日） - 後藤奈津美 役
    - 第20-22話 君が僕を知ってる（2005年8月14日 - 28日） - 町田都 役

  - 文學の唄シリーズ
    - 第10話 新居〜ひと我を非情の作家と呼ぶ（2005年12月4日） - 久松郁子 役

  - ニュータイプ
    - 第7・8話 故郷を守れ!（2006年11月18日 - 25日） - 主演・内藤怜奈 役
    - 第10話 ひとりぼっちの魔女（2006年12月9日） - 内藤怜奈 役
    - 第12話 魔女のクリスマス（2006年12月23日） - 内藤怜奈 役
- 記憶の証明（2004年12月、全29話、中国中央電視台） - 主演・青山小百合 役
- ドラマW 扉は閉ざされたまま（2008年3月29日、WOWOW） - 藤村百合子 役
- 東京少女 岡本杏理 第3話 私の唇バニラ味（2008年8月16日、BS-i） - サユリ 役
- ブラッディ・マンデイ（2008年10月11日 - 12月20日、TBS） - 山村陽子 役
- 北海道放送開局60周年記念連続ドラマ・スープカレー（2012年4月 - 6月、北海道放送・TBS） - 山下佳代 役

### CM
- COMPAQ プレサリオノート（1999年）
- 日本小型車輌復興会 オートレース99（1999年）
- 日本ガイシ（1999年）
- ナビスコ プレミアムビッツサンド（1999年）
- マイクロソフト MSN 『ニュースの女の子篇』（2000年）
- 花王 ビオレ洗顔フォーム 『トレンディードラマ篇』（2001年）
- AEON
  - 『新入学 学習机篇』（2005年12月 - 2006年4月）
  - 『新入学 ランドセル篇』（2005年12月 - 2006年4月）
  - 『新入学 ママのスーツ篇』（2006年2月 - 4月）
- ライオン クリニカ デジタルリンス クイックケア 『忙しい私』篇（2006年3月 - ）
- NTTドコモ関西 『帰ってきた娘』篇（2006年3月 - 6月）
- キヤノン EOS Kiss デジタル インフォマーシャル（TBSのみ）
  - 『運動会篇』（2006年9月18日）
  - 『サンタクロース篇』（2006年9月19日）
  - 『ラブ篇』（2006年9月20日）
  - 『プロポーズ篇』（2006年9月21日）
- 白元 ミセスロイド『黄ばみ防止機能付き』篇（2007年3月 - ）
- ブリヂストン ブリザック
  - 『いい冬』篇（2009年9月 - ）
  - 『REVO GZ 性能進化』篇（2010年9月 - ）
  - 『家族の安心』篇（2010年9月 - ）
- キリン 麒麟淡麗〈生〉 『吉報の、よろこび篇』（2010年4月 - ）
- かんぽ生命 『かんぽさんのカウンター相談』篇（2010年5月 - ）
- 第一生命 『安心の定期点検』篇（2011年8月 - ）
- Apple Apple Watch 『Move』『Travel』『Style』『Dance』篇（2015年10月）

### 舞台
- 阿佐ヶ谷スパイダース みつばち（2003年、作・演出 長塚圭史）
- Director's Choice〜ドラマリーディング・シリーズ Vol.1〜 1st 「フォーエバー・ワルツ」（2007年8月、作 グリン・マクスウェル、演出・企画 白井晃 ※翻訳劇）

### CD
- 『ボディドロップアスファルト』オリジナル・サウンドトラック 「私の恋はマイ・ラブ」（本編の主人公「真中エリ」名義にて参加）

### PV
- Pitch talks 『子供じみた青い考え』（2000年）
- 斉藤和義 『アゲハ』（2000年）